# Едевехт
Едевехт (њем. Edewecht) општина је у њемачкој савезној држави Доња Саксонија. Једно је од 6 општинских средишта округа Амерланд. Према процјени из 2010. у општини је живјело 21.006 становника. Посједује регионалну шифру (AGS) 3451004, NUTS (DE946) и LOCODE (DE EDT) код.

## Географски и демографски подаци
Едевехт се налази у савезној држави Доња Саксонија у округу Амерланд. Општина се налази на надморској висини од 10 метара. Површина општине износи 113,5 km². У самом мјесту је, према процјени из 2010. године, живјело 21.006 становника. Просјечна густина становништва износи 185 становника/km².

## Међународна сарадња
| Мјесто | Држава | Врста сарадње | Од    |
| ------ | ------ | ------------- | ----- |
| Кросно | Пољска | партнерство   | 1996. |
| Извор  |        |               |       |